# John Aler
John Aler (Baltimora, 4 ottobre 1949 – Silver Spring, 10 dicembre 2022) è stato un tenore statunitense.

## Biografia
Nato e cresciuto a Baltimora nel Maryland, frequentò l'Università Cattolica d'America dove studiò canto con Rilla Mervine e Raymond McGuire e si laureò in musica. Continuò a frequentare la Juilliard School di New York dal 1972 al 1976 dove studiò con Oren Brown. Durante questo periodo frequentò anche il Berkshire Music Center di Tanglewood per diverse estati dove studiò insieme a Marlena Malas.
Nel 1977, fece il suo debutto operistico come Ernesto in Don Pasquale di Donizetti presso il Juilliard American School Opera Center. Nello stesso anno vinse il 1º premio maschile per l'interpretazione di canzone d'arte francese al Concours International de Chant di Parigi. Debuttò come Il Conte Ory all'Opera di Santa Fe (Nuovo Messico) nel 1978 e il suo debutto europeo come Belmonte in Die Entführung aus dem Serail presso il Théâtre de la Monnaie nel 1979.
Per il Glyndebourne Festival Opera nel 1979 interpretò Ferrando in Così fan tutte diretto da Bernard Haitink, nel 1985 Idamante in Idomeneo (opera) diretto da Simon Rattle e nel 1993 Camille De Rosillon in Die lustige Witwe.
Al Grand Théâtre di Ginevra nel 1981 fu Belmonte ne Il ratto dal serraglio, nel 1983 il Conte di Almaviva ne Il barbiere di Siviglia (Rossini) con Leo Nucci e nel 1991 Don Ottavio in Don Giovanni (opera) con Della Jones.
Al Wiener Staatsoper debuttò nel 1982 come Graf Almaviva ne Il barbiere di Siviglia con Nucci e Nicolai Ghiaurov, nel 1983 Ferrando in Così fan tutte e nel 1984 Don Ramiro ne La Cenerentola / Angelina (Rossini) con Rolando Panerai, Giuseppe Taddei ed Agnes Baltsa e Don Ottavio in Don Giovanni con Ruggero Raimondi, Carol Vaness, Walter Berry ed Edith Mathis.
Nel 1983 interpretò Don Ramiro ne La Cenerentola al San Diego Opera.
Aler fece il suo debutto al Royal Opera House nel 1986 come Ferrando in Così fan tutte con Berry e Anne Sofie von Otter, tornando nel 1988 come Lord Riccardo Percy in Anna Bolena (opera) di Donizetti con Joan Sutherland e nel 1992 come Chevalier Belfiore ne Il viaggio a Reims con Montserrat Caballé, Renée Fleming e Sylvia McNair.
Nel 1987 cantò Mergy in una produzione in studio di Le Pré aux Clercs di Ferdinand Hérold per la BBC Radio 3 e Jouissons, jouissons! Jouissons de nos beaux ans da Les Boréades di Rameau diretto da John Eliot Gardiner nella colonna sonora di Aria.
Nel 1988 fu Don Ottavio nella replica nel Großes Festspielhaus di Salisburgo di "Il dissoluto punito ossia Il Don Giovanni" con Anna Tomowa-Sintow, Kathleen Battle, Samuel Ramey, e Ferruccio Furlanetto.
Nel 1989 interpretò Ferrando nella ripresa nel Teatro alla Scala di Milano di "Così fan tutte ossia La scuola degli amanti" diretto da Riccardo Muti con Daniela Dessì.
Nel 1992 fu Frère Massée in San Francesco d'Assisi (opera) con Dawn Upshaw e José van Dam all'Opéra National de Paris e nel 1994 canta Leïla! Leïla! Dieu puissant da Les pêcheurs de perles con Barbara Hendricks nella colonna sonora di Piccole donne (film 1994).
Le sue altre apparizioni inclusero i ruoli principali all'English National Opera, Deutsche Oper Berlin, Bavarian State Opera, Festival di Salisburgo, Opera di Amburgo, Teatro Real, Opéra National de Lyon, New York City Opera, Teatro dell'Opera di Saint Louis, Washington National Opera e Baltimora Opera.
Egli fu inoltre un esecutore regolare nei maggiori festival estivi americani tra cui il Festival di Ravinia, l'Aspen Music Festival, Chautauqua Festival (Wytheville, il Music Festival di Newport e il Grant Park Music Festival.
Aler cantò come solista con numerose orchestre, tra cui la New York Philharmonic, l'Orchestra di Cleveland, l'Orchestra di Filadelfia, la Boston Symphony Orchestra, la Chicago Symphony Orchestra, la Los Angeles Philharmonic Orchestra, la Atlanta Symphony Orchestra, i Berliner Philharmoniker, la Gewandhausorchester Leipzig, l'Orchestre national de France, la BBC Symphony Orchestra e la London Sinfonietta.
John morì il 10 dicembre 2022 all'età di 73 anni.

## Premi
- 1986 Grammy Award, Best Classical Vocal Soloist Performance for "Berlioz: Requiem"
- 1986 Grammy Award, Best Classical Album for "Berlioz: Requiem"
- 1994 Grammy Award, Best Opera Recording for "Handel: Semele"
- 1994 Grammy Award, Best Classical Album for "Bartók: The Wooden Prince & Cantata Profana"

## Discografia parziale
- Adam, Adolphe: Le postillon de LonjumeauEMI (2CD) - John Aler, June Anderson, Jean-Philippe Lafont, François Le Roux; coro Jean Laforge, orchestra filarmonica di Montecarlo, direttore Thomas Fulton
- Bartók, The Wooden Prince e Cantata Profana - Chicago Symphony Chorus/Chicago Symphony Orchestra/Aler/Tomlinson, 1992 Deutsche Grammophon - Grammy Award al miglior album di musica classica 1994
- Beethoven: Missa Solemnis Op. 123 - Chicago Symphony Chorus/Chicago Symphony Orchestra/Daniel Barenboim/John Aler/Robert Holl/Tina Kiberg/Waltraud Meier, 1991 Erato
- Beethoven: Missa Solemnis In D Major, Op. 123 - Sir Roger Norrington/Stuttgart Radio Symphony Orchestra/John Aler/North German Radio Chorus/Stuttgart Vocal Ensemble/Cornelia Kallisch/Amanda Halgrimson/Alastair Miles, 2007 haenssler
- Berlioz, Requiem (Grande messe des morts, Op. 5) - Shaw/Atlanta Symphony Orchestra/Aler, 1984 Telarc - Grammy Award for Best Classical Vocal Solo e Grammy Award al miglior album di musica classica 1986
- Berlioz: Symphonie Fantastique; Romeo et Juliette - Riccardo Muti, 2011 Warner/EMI
- Bizet: Les Pecheurs du Perles - Alain Lanceron/Barbara Hendricks/Orchestre & Choeur Du Capitole De Toulouse/John Aler/Michel Plasson, 1989 Warner/EMI
- Dvořák: Stabat Mater, Psalm 149 - Christine Brewer/Ding Gao/John Aler/Marietta Simpson/Robert Shafer/Washington Chorus & Washington Orchestra, 2002 Naxos
- Gluck: Iphigénie en Tauride - Diana Montague/John Aler/John Eliot Gardiner/Orchestre de l'Opéra de Lyon/René Massis, 1986 Philips
- Handel, Semele - English Chamber Orchestra/Nelson/Battle/Horne/Ramey, 1993 Deutsche Grammophon - Grammy Award for Best Opera Recording 1994
- Handel: Messiah - Sir Andrew Davis/Toronto Mendelssohn Choir/Toronto Symphony Orchestra/Kathleen Battle/John Aler/Samuel Ramey, 1987 Angel/EMI
- Handel: Sosarme - Amor Artis Orchestra/D'Anna Fortunato/Drew Minter/Edward Brewer/Jennifer Lane/John Aler/Julianne Baird/Louise Schulman/Nathaniel Watson/Raymond Pellerin/Tagkhanic Chorale, 1994 Newport
- Liszt: A Faust Symphony - James Conlon/John Aler/Rotterdam Philharmonic Orchestra, 1987 Erato
- Offenbach, La Belle Hélène - Michel Plasson/Choeur et Orchestre du Capitole de Toulouse/Jessye Norman/John Aler/Charles Burles/Gabriel Bacquier/Colette Alliot-Lugaz/Jacques Loreau/Roger Trentin/Gérard Desroches/Nicole Carreras/Adam Levallier, 1984 EMI
- Orff: Carmina Burana - Edita Gruberová/John Aler/Thomas Hampson/Shinyukai Choir/Berliner Philharmoniker/Seiji Ozawa, 2001 Philips
- Rossini: Le Comte Ory - Choeur de l'Opera National de Lyon/Diana Montague/John Aler/John Eliot Gardiner/Orchestre de l'Opera National de Lyon/Sumi Jo, 1989 Philips